# Stade Matusa
Le stade Matusa était une enceinte sportive située à Frosinone en Italie. Principal équipement sportif de la ville, il a une capacité de 10 000 places.

## Histoire
Il accueillait les rencontres à domicile du club de football de Frosinone Calcio de 1932 à 2017. Depuis 2017, le club évolue dans un nouveau stade. 